# Petropavlivka, Cernihivka
Petropavlivka (în ucraineană Петропавлівка) este un sat în comuna Novokazankuvate din raionul Cernihivka, regiunea Zaporijjea, Ucraina.

## Demografie
Componența lingvistică a localității Petropavlivka
     Ucraineană (98,68%)
     Rusă (1,32%)
Conform recensământului din 2001, majoritatea populației localității Petropavlivka era vorbitoare de ucraineană (98,68%), existând în minoritate și vorbitori de rusă (1,32%).